# 仲間 (上々軍団の曲)
「仲間」（なかま）は、2018年7月25日にアップフロントワークス（zetimaレーベル）から発売された上々軍団のメジャーデビューシングル。

## 解説
- つばきファクトリーから新沼希空・岸本ゆめの・小野田紗栞・秋山眞緒が参加。さわやか五郎・岸本・小野田によるユニット「乙女マンジ学園」として「感謝感激マジマンジ」を、鈴木啓太、新沼、秋山によるユニット「やまとなでしこセミコロン」として「素直になれないサクランボ」を歌唱[2]。

仲間
- 2017年9月11日、「さわやか五郎 35thバースデーイベント 〜悪あガキ〜」で上々軍団と中島卓偉により初披露[3][4]。
- 2018年3月19日にレコーディングし[5]、同月27日にミュージックビデオを公開（4月12日まで）。当初は5月23日の鈴木啓太バースデーイベントでインディーズシングルとして発売する予定だったが、急遽発売延期が決まり、ミュージックビデオも非公開となった。その後、メジャーデビューすることを発表し[6]、7月13日に新しいミュージックビデオを公開。同月25日、CDシングル「仲間」として発売。
- コーラスに中島卓偉、橋本愛奈（チャオ ベッラ チンクエッティ）、吉川友、岡田万里奈（LoVendoЯ）、田﨑あさひ、長谷川萌美（以上、Bitter & Sweet）が参加[2]。
- tvk『高校野球ニュース2018』（第100回全国高等学校野球選手権記念神奈川大会）テーマソング[7][8]。
- TBSテレビ『今夜一杯どうですか?』エンディングテーマ[9]。

## 収録曲
| #  | タイトル                                                              | 作詞                  | 作曲         | 編曲     | 時間 |
| -- | --------------------------------------------------------------------- | --------------------- | ------------ | -------- | ---- |
| 1. | 「仲間」                                                              | 鈴木啓太              | さわやか五郎 | 中島卓偉 | 4:03 |
| 2. | 「20歳」                                                              | 鈴木啓太/さわやか五郎 | さわやか五郎 | 中島卓偉 | 4:43 |
| 3. | 「感謝感激マジマンジ＜Bonus Track＞」(乙女マンジ学園)                 | さわやか五郎          | さわやか五郎 | 中島卓偉 | 3:16 |
| 4. | 「素直になれないサクランボ＜Bonus Track＞」(やまとなでしこセミコロン) | 鈴木啓太              | さわやか五郎 | 中島卓偉 | 3:56 |
| 5. | 「仲間」(Instrumental)                                                |                       |              |          | 4:04 |
| 6. | 「20歳」(Instrumental)                                                |                       |              |          | 4:43 |

## リリース日一覧
| 地域 | リリース日    | レーベル              | 規格                 | カタログ番号 |
| ---- | ------------- | --------------------- | -------------------- | ------------ |
| 日本 | 2018年7月25日 | zetima/UP-FRONT WORKS | CD（シングル）       | EPCE-7420    |
| 日本 | 2018年7月25日 | zetima/UP-FRONT WORKS | ダウンロードシングル | EPCE-7420    |